# Walter Patterson
Walter Patterson, homme politique, servit comme Lieutenant-gouverneur de la province de l'Île-du-Prince-Édouard entre 1769 et 1775. Il est le premier fils de William Patterson et Elizabeth Todd.